# يونوت أندري شيربان
يونوت أندري شيربان (بالرومانية: Ionuț Andrei Șerban)‏ هو لاعب كرة قدم روماني في مركز الوسط، ولد في 9 مارس 1992 في كرايوفا في رومانيا. لعب مع نادي فيتورول كونستانتا ونادي يونيفيرسيتاتيا كرايوفا.

## وصلات خارجية
- يونوت أندري شيربان على موقع قاعدة بيانات كرة القدم.إي يو (الإنجليزية)
- يونوت أندري شيربان على موقع Soccerway.com (الإنجليزية)